# 皇宫灿烂
《皇宫灿烂》（英語：Once Upon A Time）是一部由小华执导的2013年马来西亚贺岁电影。
皇宫灿烂是续2012年阿炳:心想事成票房成功后，以钟小华和林德荣原班人马打造的马来西亚华语贺岁电影。

## 剧情介绍
在很久很久以前在世界上某个连历史都没记载的神秘帝国里......
由于皇上(林德荣饰演)少于打理朝政并滥用资源需找长生不老药，导致人民酝酿推翻王朝。而在某一晚上人民造反带领反抗军，攻入皇宫。为了确保皇上的安全决定躲进多年神秘妃子神秘消失的宫殿里面，结果皇上与如花(颜微恩饰演)和太监竟然穿越了时空来到了现在.......

## 评价
虽然是阿炳:心想事成原班人马打造，但是皇宫灿烂的无论是评价还是票房比起还差很多，阿炳:心想事成的票房为755万令吉，皇宫灿烂虽然是2013年马来西亚本地贺岁票房冠军，但票房才558万令吉少了197万令吉约27% 。